# Enrique Guardia
Enrique Guardia Yáñez (Tarrasa, 11 de mayo de 1952 – ibidem, 19 de marzo de 2018) fue un waterpolista español. Compitió con la selección española en 64 ocasiones y participó en los Juegos Olímpicos de Múnich 1972. También fue directivo de la CN Terrassa, como delegado de la sección de waterpolo en la etapa de Jesús Cortés como presidente. 

## Biografía
Guardia empezó como nadador pero se decidió por el waterpolo. Ta con 16 años disputó con la selección española juvenil el Torneo Seis Naciones de la categoría y, a los 19 años, dio al salto a la selección absoluta de la mano del técnico húngaro Bandy Zoliomy en la posición de boya.
Aparte de los Juegos Olímpicos de Múnich, Guardia disputó también dos Mundialesː en Belgrado 1973 y en Cali 1975 donde, con la selección, acabó en la décima posición. Sin embargo, dejó el equipo nacional en 1976 después de no obtener la clasificación para los Juegos de Montreal. 
Con su equipo, el CN Terrassa, consiguió en 1974 la mejor clasificación de la historia hasta entonces en la Liga, acabando en la tercera posición por detrás de Barceloneta y CN Barcelona. Con 30 años fichó por el Molins de Rei y obtuvo el ascenso a Primera Nacional. Enric Guàrdia se retiró como jugador en activo a los 33 años.